# Daniela Bobadilla
Daniela Bobadilla (Mexikóváros, Mexikó, 1993. április 4. –) mexikói származású amerikai színésznő.

## Élete

### Fiatalkora
Daniela már iskolai évei alatt kitűnt színpadi tehetségével olyan darabokban, mint a Hegedűs a háztetőn vagy az Óz, a nagy varázsló. Emellett a műkorcsolyázásban is nagyon jó eredményeket ért el. Járt a Summit Middle Schoolba, majd a Heritage Woods Secondary Schoolba is.
Családjával sokat költözködtek: Mexikóvárosból Észak-Vancouverbe, Brit Kolumbiába, majd a közeli Coquitlamba. Később - ahogy egyértelművé vált, hogy a színészet lesz az igazi - Los Angelesbe költöztek át. 

### Pályafutása
2009-ben tűnt fel először a Smallville című tv-sorozatban. Ezt követően több sorozatban is kapott egy-egy epizódszerepet, mint például az Odaát, a Hazudj, ha tudsz!, vagy az Emily doktornő 2012-ben. A Született feleségek két részében is láthattuk őt, mint Marisa Sanchez. Az Awake című misztikus sorozat hét epizódjában ő volt Emma.
Szintén 2012-ben jött a Nyugi, Charlie! című sorozat, a főszerepben Charlie Sheennel, ami meghozta az ismertséget Daniela számára. 54 részben alakította Samet, Charlie Goodson dühterapeuta és Jennifer Goodson (Shawnee Smith) leányát. 2016 és 2018 között A semmi közepén című sorozat 25 részében ő formálta meg Lexie Brook alakját. 2019-ben a Modern család egyik részében is feltűnt.

### Magánélete
2018-ban férjhez ment Beau Wirickhez, aki A semmi közepén című sorozatban Seant alakította.

## Filmográfia

### Film
| Év   | Cím                               | Szerep                   | Megjegyzések |
| ---- | --------------------------------- | ------------------------ | ------------ |
| 2012 | Tomorrow Maybe                    | Jessica                  | rövidfilm    |
| 2012 | Rosita Lopez for President        | Rosita Lopez             | rövidfilm    |
| 2015 | National Signing Day              | Mary Beth                |              |
| 2015 | Texas Heart                       | Alison                   |              |
| 2015 | The Highway is for Gamblers       | Rosa                     |              |
| 2016 | Odious                            | Gina                     |              |
| 2016 | Face 2 Face                       | Madison Daniels          | videófilm    |
| 2017 | Ferdinánd (Ferdinand)             | magas apáca (hangja)     |              |
| 2019 | Justice League vs. the Fatal Five | Miss Martian (hangja)    |              |
| 2019 | Curious George: Royal Monkey      | Isabel hercegnő (hangja) | videófilm    |

### Televízió
| Év        | Magyar cím                         | Eredeti cím                        | Szerep                       | Megjegyzések                                                                     |
| --------- | ---------------------------------- | ---------------------------------- | ---------------------------- | -------------------------------------------------------------------------------- |
| 2009      | Smallville                         | Smallville                         | fanatikus tinédzser          | 1 epizód                                                                         |
| 2009      | Beugrós csapatanyapótló            | Mr. Troop Mom                      | Naomi Serrano                | - tévéfilm - magyar hangja: - Laudon Andrea                                      |
| 2010      | Odaát                              | Supernatural                       | Sydney Frankle               | 1 epizód                                                                         |
| 2010      | Vak igazság                        | Lies in Plain Sight                | fiatal Sofia                 | tévéfilm                                                                         |
| 2010      | Hazudj, ha tudsz!                  | Lie to Me                          | Deedee Fletcher              | 1 epizód                                                                         |
| 2011      | Olivér és a szellem                | Oliver’s Ghost                     | Jenny McCaffrey              | tévéfilm                                                                         |
| 2012      | Született feleségek                | Desperate Housewives               | Marisa Sanchez               | 2 epizód                                                                         |
| 2012      |                                    | Awake                              | Emma                         | visszatérő szereplő (6 epizód)                                                   |
| 2012      | Emily doktornő                     | Emily Owens, M.D.                  | Payson Sorriano              | 1 epizód                                                                         |
| 2012–2014 | Nyugi, Charlie!                    | Anger Management                   | Sam Goodson                  | főszereplő (55 epizód)                                                           |
| 2013      | Bucket és Skinner hősies kalandjai | Bucket & Skinner's Epic Adventures | Danielle Smith               | 1 epizód                                                                         |
| 2013      | Big Time Rush                      | Big Time Rush                      | Dara Laramie                 | 1 epizód                                                                         |
| 2013      |                                    | The Cheating Pact                  | Heather Marshall             | tévéfilm                                                                         |
| 2014      | Éjszakai műszak                    | The Night Shift                    | Nina                         | 1 epizód                                                                         |
| 2015      | Örömanyák                          | Mothers of the Bride               | Jenna Wolf                   | tévéfilm                                                                         |
| 2015      |                                    | Perfect High                       | Riley Taft                   | tévéfilm                                                                         |
| 2016–2018 | A semmi közepén                    | The Middle                         | Lexie Brooks                 | - visszatérő szereplő (7-9. évad) - magyar hangja:[forrás?] - Bogdányi Titanilla |
| 2017      |                                    | Secs & Execs                       | Heidi                        | tévéfilm                                                                         |
| 2017      |                                    | The Rachels                        | Roxie                        | tévéfilm                                                                         |
| 2019      | Az igazság ifjú ligája             | Young Justice                      | Mist / Andie Murphy (hangja) | 2 epizód                                                                         |
| 2019      | Modern család                      | Modern Family                      | Trish                        | 1 epizód                                                                         |